# (14525) 1997 GV35
(14525) 1997 GV35 est un astéroïde de la ceinture principale d'astéroïdes découvert en 1997.

## Description
(14525) 1997 GV35 a été découvert le 6 avril 1997 à l'observatoire Magdalena Ridge, situé dans le comté de Socorro, au Nouveau-Mexique (États-Unis), par le projet Lincoln Near-Earth Asteroid Research (LINEAR).

### Caractéristiques orbitales
L'orbite de cet astéroïde est caractérisée par un demi-grand axe de 2,32 UA, un périhélie de 2,08 UA, une excentricité de 0,10 et une inclinaison de 6,55° par rapport à l'écliptique. Du fait de ces caractéristiques, à savoir un demi-grand axe compris entre 2 et 3,2 UA et un périhélie supérieur à 1,666 UA, il est classé, selon la JPL Small-Body Database, comme objet de la ceinture principale d'astéroïdes.

### Caractéristiques physiques
(14525) 1997 GV35 a une magnitude absolue (H) de 15,4 et un albédo estimé à 0,298.